# Linda Lingle
Linda Lingle (Saint Louis, 4 de junho de 1953) foi governadora do estado estadunidense do Havaí, exercendo o cargo entre 2002 até 2010. É filiada ao Partido Republicano, é também a primeira mulher à exercer o cargo, além de ser a primeira republicana a exercer o cargo desde William F. Quinn, após 40 anos de governos democratas no estado.